# Rudolf Onken
Rudolf Onken (* 14. November 1892 in Wilhelmshaven; † 9. Februar 1964 ebenda) war ein deutscher Politiker der FDP. Von 1955 bis 1956 war er eineinhalb Jahre lang Oberbürgermeister von Wilhelmshaven.

## Leben und Beruf
Onken wuchs im Stadtteil Bant auf. Er erlernte den Beruf des Schiffsbauers und besuchte daneben die Ingenieurschule in Bremen. Nach Abschluss der Ausbildung war er als Schiffbau-Ingenieur an verschiedenen Werften sowohl in Deutschland als auch im Ausland tätig. Im Ersten Weltkrieg zog er freiwillig in den Kriegsdienst, er gehörte dem II. Seebataillon an. Nach dem Krieg machte er sich, zusammen mit seinem Bruder, mit zwei Werften selbstständig: Die Schiffswerft „Gebr. Onken“ und die „Onkenwerft“. In der Zeit des Zweiten Weltkriegs arbeitete er in der Bauaufsicht der Marinewerft mit wechselnden Einsatzorten. Nach Kriegsende übernahm er eine Holzhandlung mit Sägerei.

## Politik
Onken war erster Vorsitzender des FDP-Kreisverbandes Wilhelmshaven. 1948 wurde er erstmals in den Stadtrat gewählt. Dort gehörte er dem Verwaltungs- und Finanzausschuss an, ferner saß er im Aufsichtsrat der Schifffahrtsgesellschaft „Jade“. Im Mai 1955 wurde er zum Oberbürgermeister der Stadt Wilhelmshaven gewählt. Nach Ausscheiden aus diesem Amt im Oktober 1956 wurde er Bürgermeister der Stadt. 1957 schied er auch aus diesem Amt sowie dem Stadtrat aus.